# کازویوشی کوماکیری
کازویوشی کوماکیری (انگلیسی: Kazuyoshi Kumakiri؛ زادهٔ ۱ سپتامبر ۱۹۷۴) کارگردان فیلم، فیلم‌نامه‌نویس، و تدوین‌گر اهل ژاپن است.